# Zucchelli
Stazione Mario Zucchelli – włoska stacja antarktyczna położona w Zatoce Terra Nova. 

## Położenie i warunki
Stazione Mario Zucchelli jest stacją działająca w miesiącach letnich (październik – luty). Obecną nazwę nosi od 2004, upamiętnia ona Mario Zucchelliego, który przez 16 lat kierował włoskimi projektami antarktycznymi (stał na czele Programma Nazionale di Ricerche in Antartide). Wcześniej była znana pod nazwą BTN (Baia Terra Nova). W Zatoce Terra Nova mieszczą się także inne stacje, całoroczna koreańska Jang Bogo i sezonowa niemiecka Gondwana.
W skład stacji Zucchelli wchodzą budynki mieszkalne, laboratoria oraz urządzenia badawcze. Stacja zajmuje powierzchnię około 7100 m². Logistycznie jest ona powiązana z włosko-francuską stacją Concordia.

## Działalność
W stacji prowadzone są badania nad przystosowaniem organizmów do życia na Antarktydzie, zmianami klimatycznymi, atmosferyczne, glacjologiczne, geofizyczne.